# 古賀義根
古賀 義根（こが よしね、1925年1月1日 - 2014年9月23日）は、日本の技術者、実業家。東陶機器（現TOTO）社長や、日本セラミックス協会会長、九州・山口経済連合会（現九州経済連合会）副会長、北九州商工会議所会頭等を歴任した。正四位勲二等瑞宝章。藍綬褒章受章

## 人物・経歴
佐賀県唐津市出身。1947年東京工業大学窯業学科卒業後、東陶機器（現TOTO）に入社し、衛生陶器の開発に従事。インドネシア進出担当役員等を経て、1987年からは社長を務め、アメリカ合衆国に子会社を設立するなど、国際化を進めた。1988年藍綬褒章受章。1992年に社長を退任し、同年から10年間北九州商工会議所会頭を務め、末吉興一市長とともに北九州都市圏の再興にあたった。
1994年日本セラミックス協会会長。九州・山口経済連合会（現九州経済連合会）副会長なども歴任。1995年勲二等瑞宝章受章。謙虚な人柄で知られた。TOTO特別顧問在任中の2014年に老衰のため死去。享年89、正四位。喜多村円TOTO社長が葬儀委員長を務め、同社と北九州商工会議所の合同でリーガロイヤルホテル小倉においてお別れの会が開催され、末吉前市長ら700人余りが集まった。